# Aonyx capensis congicus
Sous-espèce
Statut de conservation UICN

 DD  : Données insuffisantes
Statut CITES
La loutre du Congo (Aonyx capensis congicus, synonyme : Aonyx congicus Lönnberg, 1910), aussi appelée loutre à joues blanches du Congo, loutre à joues blanches du Cameroun ou encore paraonyx tacheté, est une sous-espèce de loutres africaines. On la trouve uniquement dans les zones humides d'Afrique centrale. C'est une sous-espèce de Aonyx capensis.

## Morphologie
Son aspect est semblable à celui de la loutre à joues blanches du Cap mais elle est de plus petite taille, a la tête et le cou moins musclé et a un pelage plus blanc que beige sur les joues.

## Taxinomie
Leur auteur hésita à en faire une véritable espèce : Aonyx congicus (Lönnberg, 1910), ou plus simplement une sous-espèce de la loutre à joues blanches (Aonyx capensis): Aonyx capensis congicus (Lönnberg, 1910). Une étude faite en 2001 semble montrer qu'il s'agirait pourtant bien d'une espèce à part entière, mais les avis sont encore partagés sur le sujet.
Si on considère Aonyx congicus comme une espèce à part, il existerait trois sous-espèces :
- Aonyx congica congica
- Aonyx congica microdon
- Aonyx congica phillippsi

## Répartition

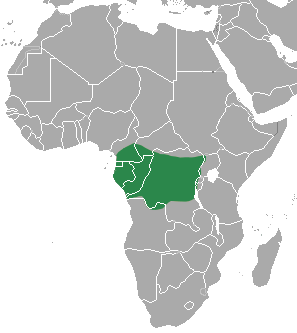
Aire de répartition de l'espèce en Afrique.